# Mühlgraben
Mühlgraben è un comune austriaco di 390 abitanti nel distretto di Jennersdorf, in Burgenland. Tra il 1971 e il 1992 era stato accorpato al comune di Neuhaus am Klausenbach.